# Биешу, Мария Лукьяновна
Мари́я Лукья́новна Бие́шу (рум. Maria Bieșu; 3 августа 1935, с. Волинтирь, жудец Четатя-Албэ, Королевство Румыния — 16 мая 2012, Кишинёв, Молдавия) — советская, молдавская оперная певица (сопрано), педагог. Герой Социалистического Труда (1990). Народная артистка СССР (1970). Лауреат Ленинской премии (1982) и Государственной премии СССР (1974), народная артистка Башкирии (1994).

## Биография
Родилась 3 августа 1935 года (по другим источникам — 5 мая 1934) в селе Волинтирь (ныне в Штефан-Водском районе Молдавии).
В родном селе окончила школу и в 1951 году поступила на факультет агролесомелиорации сельскохозяйственного техникума в Леове. Пела в самодеятельности. В 1955 году была принята без экзаменов в Кишинёвскую государственную консерваторию (ныне Академия музыки, театра и изобразительных искусств) в класс педагога С. Л. Зарифьян, у которой проучилась четыре года.
Во время учёбы в 1958—1960 годах выступала с оркестром народных инструментов Ансамбля песни и танца «Флуераш».
Окончила консерваторию в 1961 году по классу П. А. Ботезат и сразу после государственных экзаменов получила приглашение в Молдавский театр оперы и балета (ныне Национальный театр оперы и балета Республики Молдова им. М. Биешу) в Кишинёве. Дебют на оперной сцене состоялся весной 1962 года, когда она спела партию Тоски в одноимённой опере Дж. Пуччини.
В 1965—1967 годах стажировалась в театре «Ла Скала» (Милан, Италия), где под руководством педагога Э. Пьяццы подготовила на итальянском языке партии Тоски, Аиды, Чио-Чио-сан и Леоноры в операх Дж. Пуччини и Дж. Верди. В этот же период успешно выступала на международных конкурсах: стала лауреатом первого состязания вокалистов в рамках III Международного конкурса имени П. И. Чайковского (третья премия, 1966) и победила на 1-м Международном конкурсе памяти Миуры Тамаки в Японии, где завоевала первую премию, «Золотой кубок» и титул «Лучшая Чио-Чио-сан мира».
После этого для неё началась напряжённая жизнь оперной певицы мирового уровня: новые роли, премьеры, гастроли на всех континентах, грамзаписи, съёмки в фильмах. Она пела на сцене Большого театра, на оперных сценах ведущих театров СССР, в «Метрополитен-опера» в Нью-Йорке, в театрах Чехословакии, Германии, Болгарии, Югославии, Румынии, Венгрии, Польши, Финляндии, Австрии. Совершала концертные турне по городам Японии, Австралии, Кубы, Израиля. Выступала с сольными концертами в Рио-де-Жанейро, пела в зале «Олимпия» (Париж).
Всего в творческом репертуаре певицы было около трёх десятков сопрановых партий в мировой оперной классике и операх современных композиторов. Широким был и камерный репертуар певицы, насчитывавший свыше двадцати концертных программ и включавший известнейшие арии из опер, произведения старинной, классической, духовной и современной музыки.
Вела вокальный класс в Академии музыки имени Г. Музическу (ныне Академия музыки, театра и изобразительных искусств) в Кишинёве (профессор). Проводила мастер-классы для студентов-вокалистов в Университете искусств города Нагоя (Япония, 1999), Пекинской и Венской консерваториях (ныне Венский университет музыки и исполнительского искусства), в оперных театрах Турции (Анкара, Мерсин), Кубы (Гавана).
Участвовала в культурной и фестивальной жизни Молдовы, с 1990 года в Кишинёве проходит Международный фестиваль звёзд оперного и балетного искусства «Приглашает Мария Биешу» («Vă invită Maria Bieşu»).
В 1995 году приняла участие в первом Рождественском Фестивале искусств в Новосибирске в качестве специально приглашённой звезды, где выступила с партией Аиды в концертной версии оперы «Аида».
В 2001 году выступила в шести столицах Европы (Париже, Риме, Бухаресте, Берлине, Софии, Брюсселе) с программой романсов румынских и молдавских композиторов на стихи поэта М. Эминеску, посвящённой году М. Эминеску, объявленному ЮНЕСКО.
Продолжая активную гастрольную деятельность, в последние годы творческой жизни выступила в оперных спектаклях и камерных концертах в Австрии, Германии, Франции, Италии, Венгрии, Японии, Белоруссии, Украине, России.
В творческом активе певицы и кино- и телефильмы с её участием, а также многочисленные грамзаписи арий, песен и романсов в её исполнении и оперных спектаклей, где она поёт главные партии.
Длительное время участвовала в жюри многочисленных международных вокальных конкурсов (Токио, Барселона, Марсель, Будапешт, Батуми (конкурс теноров им. Д. Андгуладзе, 1996), Баку (конкурс вокалистов, посвящённый 100-летию Бюль-Бюля, 1997) и др.). Постоянный член жюри Международных конкурсов имени П. И. Чайковского, М. И. Глинки, Г. В. Свиридова.
С 1987 года — председатель Союза музыкальных деятелей Молдавии. С 1992 года — вице-президент Международного союза музыкальных деятелей (Москва).
Член КПСС с 1979 года. Депутат Совета Национальностей Верховного Совета СССР 7—11-го созывов (1966—1989) от Молдавской ССР.

### Жизнь после распада СССР
В одном из последних интервью Мария Биешу говорила российским журналистам:
```
     «Вообще Советский Союз — это моя ностальгия. Я его объехала весь вдоль и поперек. В месяц пела по семнадцать спектаклей. И никогда не хотела уехать. Предлагали головокружительные контракты. Сейчас модно говорить, что власти не пускали. Меня пускали. Сама не хотела. Я без своей Молдавии жить не могла. При советской власти мне жилось хорошо. На то время пришлось моё детство, молодость, становление и расцвет как артистки. Меня везде поддерживали и помогали. То время поддерживало искусство. Я очень сомневаюсь, что сегодня поддержат пусть даже расталантливейшую девочку из молдавского села. Впрочем, и не только из молдавского. Я очень люблю Россию. И переживаю за неё сильно, постоянно смотрю российское телевидение. Москва же всё для меня сделала, все звания, и все премии — всё Москва дала. Как я могу это забыть и не быть благодарной? Несколько лет назад я тяжело заболела. 
Лейкоз
. Опять меня Москва спасла, позвонили из Российского посольства, справились о моих бедах. Из Москвы прилетел врач из института гематологии, и меня туда забрали. Там врачи сутками не отходили от меня. И, что немаловажно для артистки с нищенской пенсией, не взяли ни копейки за лечение. Хотя я иностранка теперь. „Мы помним добро и ваш талант“, — сказал мне главный врач той клиники, а это эффективнее лекарств. Ко мне лет десять на каждый фестиваль прилетала 
Ирина Архипова
, мы с ней были очень дружны. Она меня так и называла: „Моя сестрёнка“. Передайте России, что половина моего сердца осталась там. Что сцена 
Большого театра
 лучшая в мире. Лучшая!»
[
9
]
```

При всех заслугах певицы назначенная ей пенсия составляла менее двухсот долларов США в месяц (1843 лея со слов самой певицы на 26 августа 2011 года, а также дотация по болезни). Обо всём этом она сама говорила российским журналистам в интервью:
«Диски с моим голосом разошлись по миру миллионными тиражами, каких только званий и лауреатств не имею — а пенсия меньше двухсот долларов в месяц… Знаю, что в России Герои Соцтруда получают пенсию, эквивалентную тысяче американских долларов. Я же за свою звезду не получаю ни копейки — у нас об этом и говорить вроде как стыдно. Только мне-то чего стыдиться? Всё заработала трудом, голосом своим». «Ещё в России осталась половина моих денег. Я свою Государственную и Ленинскую премии положила, как тогда было принято говорить, „на книжку“. В одну из сберкасс в центре Москвы. Так они там и лежат. Это несколько „Волг“ по тем, советским, ценам… Союз распался, я растерялась и не знаю, куда обратиться. У кого спросить эти деньги? Так и сижу, растерянная до сих пор…»

### Смерть
Мария Биешу скончалась 16 мая 2012 года в кишинёвской больнице «Лечсанупр» Государственной канцелярии Республики Молдова. На протяжении нескольких лет она страдала от редкой формы лейкемии. Похоронена на Центральном (Армянском) кладбище в Кишинёве.

### Семья
- Отец — Биешу Лука Савельевич (1909—?)
- Мать — Биешу Татьяна Степановна (1913—2010).

## Звания и награды

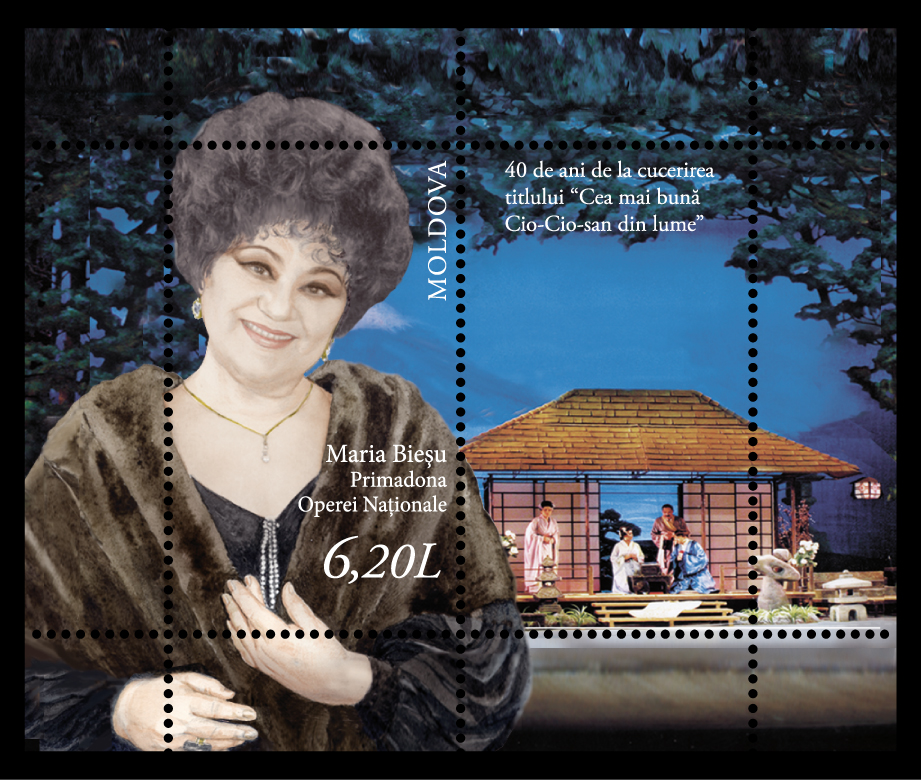
Сцепка марок Молдавии

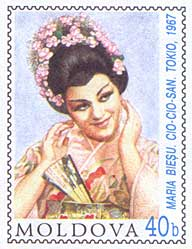
Почтовая марка с изображением М. Биешу

- Лауреат III Международного конкурса имени П. И. Чайковского (третья премия, 1966)
- Лауреат I Международного конкурса памяти Миуры Тамаки в Японии (первая премия, «Золотой кубок» и титул «Лучшая Чио-Чио-сан мира») (1967)
- Герой Социалистического Труда — Указом № 477 Президента СССР Михаила Сергеевич Горбачёва «О присвоении звания Героя Социалистического Труда тов. Биешу М. Л.» от 3 августа 1990 года «за выдающиеся заслуги в развитии и пропаганде советского музыкального искусства, плодотворную общественную деятельность»[13].
- Заслуженная артистка Молдавской ССР (1964)
- Народная артистка Молдавской ССР (1967)
- Народная артистка СССР (1970)
- Народная артистка Республики Башкортостан (1994)[14]
- Ленинская премия (1982)
- Государственная премия СССР (1974)
- Государственная премия Молдавской ССР (1968)
- Национальная премия Республики Молдова (2011, Правительство Молдавии)[15]
- Два ордена Ленина (1984, 1990)
- Орден Трудового Красного Знамени (1976)
- Орден «Знак Почёта» (1960)
- Орден Республики (Молдавия) (1992)
- Командорский Крест ордена Звезды Румынии (2000)[16]
- Медаль «Михай Эминеску» (Молдова)
- Медаль «150 лет со дня рождения Михая Эминеску» (Румыния, 2001)
- Орден святой равноапостольной княгини Ольги III степени (Русская православная церковь)
- Премия и золотая медаль Фонда И. Архиповой (2002)
- Примадонна Национальной оперы Республики Молдова
- Почётный член Академии наук Молдавии (1999)
- «Почётный доктор» («Doctor honoris causa») (Академия наук Молдавии)
- Почётный гражданин Кишинёва (1987).

## О М. Л. Биешу
«Когда услышал её голос — замер от восторга! Удивительное сопрано! У её великой тёзки Марии Каллас не было такого объёмного, полнозвучного голоса. У Биешу — истинно итальянский голос, дарованный самим Господом. Если уж и сравнивать природу её вокальных данных, то Биешу ближе к великой итальянке Ренате Тебальди. Та же редкая красота ровного по всему диапазону и беспредельного по возможностям голоса, мягкость, сочность звучания и необыкновенная пластичность».— Муслим Магомаев

«Превосходные вокальные данные, высокая культура пения — такое сочетание само по себе представляет значительную редкость. Свободно льющийся звук, округлый, мягкий и всепроникающий, одинаково богат обертонами во всём громадном диапазоне. В мастерстве певицы неразделимы безукоризненное владение опорой, и, следовательно, хорошая интонация и широкое дыхание, пассажно-колоратурная техника, гибкость, беспредельность тончайших динамических градаций от pianissimo до fortissimo. М.Биешу увлечённо следует течению музыкальной мысли, настроений и образов. Она тяготеет, быть может, во многом ещё интуитивно и эмоционально, к открытой передаче человеческих страстей. Поэтому-то сильнейшие впечатления от её концертов связаны с драматическими произведениями».— И. Чалаева. «Советская музыка», 1969

«Встречу с Марией Биешу можно назвать встречей с настоящим бельканто. Её голос подобен драгоценному камню в прекрасной оправе».— «Музыкальная жизнь», 1969

«Её Тоска великолепна. Голос, во всех регистрах ровный и красивый, завершённость образа, изящная певческая линия и высокая музыкальность ставят Биешу в ряд мировых современных певиц».— «Отечествен глас», Пловдив, 1970 

«Мария Биешу — обаятельная и милая актриса, о которой можно писать с удовольствием. У неё очень красивый, плавно идущий наверх голос. Поведение и действие её на сцене просто отличные». — «Нью-Йорк таймс», Нью-Йорк, 1971 

«Певица из Молдавии принадлежит к таким мастерам, которым смело можно доверить любую партию итальянского и русского репертуара. Она — певица экстракласса». — «Ди Вельт», Западный Берлин, 1973 

«Певица внесла в трактовку образа маленькой мадам Баттерфляй исключительную лиричность и вместе с тем сильнейший драматизм. Всё это наряду с высочайшим вокальным мастерством позволяет назвать Марию Биешу великим сопрано».— «Политика», Белград, 1977

«Голос мисс Биешу — инструмент, льющий красоту».— «Аустралиан манди», 1979 

## Репертуар
- 1962 — «Тоска» Дж. Пуччини — Флория Тоска
- 1963, 1973 — «Евгений Онегин» П. И. Чайковского — Татьяна
- 1963 — «Аурелия» Д. Г. Гершфельда — Аурелия
- 1963 — «Мадам Баттерфляй» Дж. Пуччини — Чио-Чио-сан
- 1965 — «Пиковая дама» П. И. Чайковского — Лиза
- 1966 — «Аида» Дж. Верди — Аида
- 1967 — «Отелло» Дж. Верди — Дездемона
- 1969 — «Трубадур» Дж. Верди — Леонора
- 1970 — «Героическая баллада» А. Г. Стырчи — Домника
- 1971 — «Паяцы» Р. Леонкавалло — Недда
- 1973 — «Алеко» С. В. Рахманинова — Земфира
- 1974 — «Глира» Г. С. Няги — Глира
- 1974 — «Чародейка» П. И. Чайковского — Настасья
- 1975 — «Норма» В. Беллини — Норма
- 1977 — «Богема» Дж. Пуччини — Мими
- 1979 — «Турандот» Дж. Пуччини — Турандот
- 1979 — «Иоланта» П. И. Чайковского — Иоланта
- 1980 — «Сергей Лазо» Д. Г. Гершфельда — Ольга
- 1980 — «Сельская честь» П. Масканьи — Сантуцца
- 1980 — «В бурю» Т. Н. Хренникова — Наталья
- 1981 — «Сила судьбы» Дж. Верди — Леонора
- 1981 — «Виват, маэстро!» («Колокольчик») Г. Доницетти — Серафина
- 1984 — «Адриана Лекуврёр» Ф. Чилеа — Адриенна
- 1984 — «Дидона и Эней» Г. Пёрселла (в концертном исполнении) — Дидона
- 1985 — «Зори здесь тихие» К. В. Молчанова — Рита
- 1985 — «Дон Карлос» Дж. Верди — Елизавета
- 1987 — «Александру Лэпушняну» Г. Мусти — Руксанда
- 1989 — «Бал-маскарад» Дж. Верди — Амелия
- 1995 — «Набукко» Дж. Верди — Абигайль

Камерный репертуар включает старинную западноевропейскую музыку (И. С. Бах, Г. Ф. Гендель, К. В. Глюк, Г. Пёрселл, Д. Чимароза, А. Страделла, Дж. Каччини, Дж. Кариссими, К. Монтеверди); романтическую немецкую музыку (Р. Шуман, Ф. Шуберт, Ф. Мендельсон-Бартольди); русскую классику (М. И. Глинка, А. С. Даргомыжский, Н. А. Римский-Корсаков, А. Г. Рубинштейн, М. М. Ипполитов-Иванов, С. С. Прокофьев, Ю. А. Шапорин, Р. М. Глиэр, Г. В. Свиридов, Д. Д. Шостакович, С. Н. Василенко, Т. Н. Хренников); романсы композиторов СССР; молдавскую вокальную музыку (В. Г. Загорский, Е. Д. Дога, Б. С. Дубоссарский, С. В. Лунгу, В. Ротару, К. Руснак, З. М. Ткач, С. Бузилэ, Д. Георгицэ), вокально-симфонические концерты (Месса си минор И. С. Баха, «Реквием» Дж. Верди, «Немецкий реквием» И. Брамса, Stabat Mater Дж. Россини).

## Фильмография
- 1969 — Мария (телефильм)
- 1971 — Где б ни был я (документальный)
- 1971 — Мой голос для тебя (телефильм)
- 1971 — По страницам любимых опер (фильм-концерт, Ленинградское телевидение)
- 1975 — Поёт Мария Биешу (телефильм)
- 1978 — С любовью к вам (телефильм)
- 1979 — Песнь любви (документальный)
- 1980 — Чио-Чио-сан (фильм-спектакль) — главная роль
- 1981 — Флория Тоска — главная роль
- 1984 — О, Мария (телефильм)
- 2000 — Ave Maria (телефильм, Молдова)
- 2005 — Жизнь на сцене (телефильм, Молдова)

## Увековечивание памяти
- С 2012 года Национальный театр оперы и балета Республики Молдова носит имя Марии Биешу.